# Molala
Die Molala (auch Molale, Molalla, Molele) waren ein Ureinwohnervolk im Bundesstaat Oregon, USA.

## Sprache
Die Molala-Sprache war die Sprache der Molala. Molala ist inzwischen ausgestorben.

## Geschichte
Das angestammte Land der Molala lag südlich des Columbia River, mit verschiedenen Gebieten, die für die saisonale Erbeutung von Ressourcen genutzt wurden. Während des Winters wohnten die Mitglieder in der Nähe des heutigen Tygh Valley. Während des Frühlings zogen die Molala an einen Standort entlang des Deschutes-Flusses. Dort wurden Fische und Beeren gesammelt.
Die Molala besetzten traditionell die Westhänge der Cascade Mountain Range. Sie zogen in Teile des Willamette Valley um und mussten sich mit Gruppen von Cayuse-Kriegern auseinandersetzen, die gelegentlich ihre Siedlungen für die Jagd auf Sklaven angriffen. Während des letzten bekannten Überfalls auf Cayuse, wahrscheinlich in den späten 1820er Jahren, wurde ein Adliger von Molala getötet. Ein Clackamas-Verwalter wurde als Vermittler zwischen lokalen Molala-Soldaten und den Cayuse-Räubern eingesetzt, um eine zweite Schlacht zu arrangieren. Die Schlacht dauerte zwei Tage und die Molala gewannen sie.
Im Jahr 1848 führte der Molala-Kriegshäuptling Loshuk (Crooked Finger) 150 Krieger (Molala, Klamath, Umpqua, Rogue, Atsugewi, Achomawi, Modoc) gegen die weißen Männer im Willamette Valley an, aber sie wurden in der Nähe des Butte Creek und ihres Dorfes überfallen. Dann nahmen sie am Cayuse-Krieg teil.